# Hudiksvall (commune)
La commune d'Hudiksvall est une commune du comté de Gävleborg en Suède. 36 970 personnes y vivent. Son siège se trouve à Hudiksvall

## Localités principales
- Delsbo
- Edsta
- Enånger
- Friggesund
- Hållsjö
- Hudiksvall
- Iggesund
- Näsviken
- Njutånger
- Sörforsa